# Důsledky černé smrti

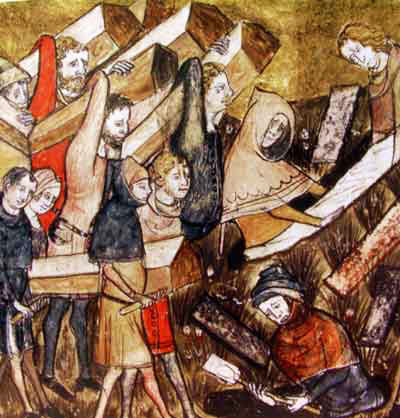
Občan Tournai pohřbívají oběti moru. Detail z miniatury z Letopisů Gillese Li Muisis,

Černá smrt vyvrcholila v Evropě mezi lety 1348 a 1350 a podle odhadů této nemoci podlehla třetina populace evropského kontinentu. Černá smrt, často označovaná jako "mor", měla okamžité i dlouhodobé účinky na lidskou populaci po celém světě jakožto jedna z nejničivějších pandemií v historii lidstva. Způsobila řadu biologických, sociálních, ekonomických, politických a náboženských otřesů, které měly hluboký dopad na běh světových dějin, a to především evropských.
Symptomy dýmějového moru zahrnovaly bolestivé a zvětšené nebo oteklé lymfatické uzliny, bolesti hlavy, zimnici, únavu, zvracení a horečku. Během třech až pěti dnů zemřelo 80 % nemocných.
Z pohledu mnoha přeživších mohl být účinek moru nakonec příznivý, protože masivní snížení počtu pracovní síly znamenalo, že po jejich práci byla najednou vyšší poptávka. Rodney Hilton tvrdil, že angličtí rolníci, kteří pandemii přežili, zjistili, že se jejich situace výrazně zlepšila. Pro mnoho Evropanů bylo 15. století zlatým věkem prosperity a nových příležitostí. Půdy byl dostatek, platy vysoké a nevolnictví téměř vymizelo. O století později, když populační růst pokračoval, nižší třídy opět čelily nedostatku a hladomoru.

## Počet mrtvých
Údaje o počtu obětí se značně liší podle oblasti i zdroj od zdroje a odhady jsou často revidovány, protože historický výzkum přináší nové objevy. Většina vědců odhaduje, že černá smrt ve 14. století zabila až 75 milionu lidí. Došlo k tomu v době, kdy celosvětová populace nedosahovala ani 500 milionů. I tam, kde jsou historické záznamy považovány za spolehlivé, jsou možné pouze hrubé odhady celkového počtu úmrtí na mor.

### Evropa
Zvláště v Evropě byl počet obětí významný. Moderní odhady se pohybují mezi zhruba jednou třetinou a jednou polovinou celkové evropské populace zemřelé v období 1347 až 1351. Během těchto let v nejvážněji postižených oblastech zemřelo až 80 % populace. Soudobý kronikář Jean Froissart odhadl počty obětí na jednu třetinu, což vědci považují za méně přesné hodnocení než narážku na Knihu zjevení, která by měla naznačovat skutečný rozsah moru. Úmrtí nebyla v Evropě rovnoměrně rozložena. Některé oblasti byly postiženy velmi málo, ale jiné byly téměř zcela vylidněné.
Černá smrt neúměrně tvrdě zasáhla městskou kulturu, ačkoliv i venkovské oblasti, kde v té době žila většina obyvatelstva, byly výrazně zasaženy. Nejhůře na tom byla větší města, protože hustota obyvatelstva a blízko položené obytné domy usnadňovaly přenos nemocí. Ve městech bylo také hodně špíny, byla zamořená vši, blechami a krysami a také zde lidé umírali na nemoci způsobené podvýživou a špatnou hygienou. Populace Florencie se ze 110 až 120 tisíc v roce 1338 snížila na 50 tisíc v roce 1351. V Hamburku a Brémách zemřelo odhadem 60 až 70 procent obyvatel. Ve městě Givry ve Francii zaznamenal místní mnich, který obvykle zapisoval 28 až 29 pohřbů ročně, v roce 1348 649 úmrtí, z toho polovina zemřela během jednoho měsíce. Přibližně polovina populace Perpignanu zemřela v průběhu několika měsíců. V letech 1348 až 1350 zemřelo přes 60 % norské populace. Londýn během vypuknutí epidemie v letech 1348 až 1349 ztratil možná dvě třetiny své populace, Anglie jako celek mohla přijít o 70 % své populace, která klesla ze 7 milionů před morem na 2 miliony v roce 1400.
Některá místa, včetně Polského království, části Uherska, Brabantské vévodství, Henegavské hrabství a Limbourg, stejně jako Santiago de Compostela, nebyla z neznámých důvodů pandemií ovlivněna. Někteří historici předpokládali, že přítomnost rezistentních krevních skupin v místní populaci jim pomohla odolávat infekci, avšak i těchto oblastí se dotkla druhá epidemie moru v letech 1360 až 1363, stejně jako v dalších letech, kdy mor opětovně propukal (v letech 1366 až 1369, 1374 až 1375, 1400, 1407 atd.) Dalšími oblastmi, kterým se mor vyhnul, byly izolované horské oblasti, například Pyreneje.
Morem byly postiženy všechny společenské vrstvy. Na mor zemřel i král Kastilie, Leónu a Galicie Alfons XI. Kastilský a navarrská královna Jana II. Navarrská. Petru IV. Aragonskému během šesti měsíců na mor zemřela jeho manželka, dcera a neteř. Johana Anglická, dcera Eduarda III., zemřela v Bordeaux na své cestě do Kastilie, kde se měla provdat za Alfonsova syna Petra. Ve Francii zemřela i Jitka Lucemburská, manželka budoucího francouzského krále Jana II.

## Sociální, environmentální a ekonomický dopad
Protože léčitelé ve 14. století nevěděli, jak vysvětlit příčinu černé smrti, mnoho Evropanů věřilo, že věrohodným vysvětlením vzniku moru jsou nadpřirozené síly, zemětřesení a zlomyslná spiknutí. Nikoho ve 14. století nenapadlo, že kontrola krysí populace mohla snížit rychlost šíření nemoci a lidé začali věřit, že takové utrpení a tolik smrti mohl způsobit pouze Boží hněv. Giovanni Boccaccio, italský spisovatel a básník, se ve svém díle ptal, zda bylo onemocnění sesláno Bohem k nápravě lidí, nebo zda jej způsobil vliv nebeských těles. Křesťané obvinili Židy z otravy veřejných zásob vody a tvrdili, že se Židé snaží zničit evropskou civilizaci. Šíření těchto zvěstí vedlo k úplnému zničení celých židovských měst. V únoru 1349 bylo ve Štrasburku zavražděno 2000 Židů. V srpnu téhož roku byly vyvražděny židovské komunity v Mohuči a Kolíně nad Rýnem.
Pokud šlo o vládní orgány, většina panovníků zavedla opatření, která zakazovala vývoz potravin, odsuzovala spekulanty na černém trhu, stanovila cenovou kontrolu obilí a zakazovala rozsáhlý rybolov. Tato opatření se většinou ukázala jako nevymahatelná, v horším případě přispěla ke kontinentální sestupné spirále. Nejhůře postižené země, jako Anglie, nebyly kvůli zákazu schopny nakupovat obilí v zahraničí (ani z Francie ani od většiny ostatních producentů obilí) kvůli neúrodě z důvodu nedostatku pracovních sil. Jakékoliv obilí, které bylo možné přepravit, nakonec ukořistili piráti nebo lupiči, aby je prodali na černém trhu. Mezitím mnohé z největších zemí, zejména Anglie a Skotsko, jenž byly ve válce, spotřebovaly na válečné výdaje velkou část své státní pokladny, což ještě zhoršilo inflaci. V roce 1337, nedlouho před první vlnou černé smrti, vypukla válka mezi Anglií a Francií, která vešla ve známost jako stoletá válka. Podvýživa, chudoba, nemoci a hlad spolu s válkou, rostoucí inflací a dalšími ekonomickými problémy způsobily, že v Evropě v polovině 14. století došlo k tragédii.
Historik Walter Scheidel tvrdí, že morové vlny po počátečním vypuknutí černé smrti měly vyrovnávací účinek, který změnil poměr půdy k práci snížením hodnoty první a zvýšením hodnoty druhé, což snížilo ekonomickou nerovnost tím, že vlastníci půdy a zaměstnavatelé zchudli a dělníci si polepšili. Vyrovnávací efekt byl zvrácen demografickým oživením, které mělo za následek obnovení populačního tlaku. Na druhou stranu v období čtvrtstoletí po černé smrti v Anglii trpěli mnozí dělníci a řemeslníci žijící výhradně z peněžních mezd snížením reálných příjmů v důsledku bující inflace. V roce 1357 byla třetina nemovitostí v Londýně nevyužita kvůli závažné epidemii z let 1348 až 1349. Přesto z důvodů, o kterých se stále diskutuje, úroveň populace klesala po prvním výskytu černé smrti až do roku 1420 a růst nezačala až do roku 1470. Samotná epidemie tedy neposkytuje zcela uspokojivé vysvětlení tohoto prodlouženého období poklesu prosperity.
V Mongolské říši bylo narušení obchodu způsobené černou smrtí jedním z důvodů jejího kolapsu.

### Rolnictvo
Ztráta velké části populace přinesla příznivé podmínky přeživším rolníkům v Anglii i v dalších částech západní Evropy. Došlo ke zvýšené sociální mobilitě, protože vylidňování dále podkopalo již tak oslabené povinnosti rolníků zůstat na svých tradičních hospodářstvích. Půdy bylo dostatek, platy byly vysoké a nevolnictví téměř zmizelo. Bylo možné se stěhovat a stoupat ve společenském žebříčku. Z toho těžili zejména mladší synové a ženy. S obnovením růstu populace však rolníci opět čelili nedostatku a hladomoru. Naproti tomu ve východní Evropě obnovená přísnost zákonů připoutala zbývající rolnictvo k půdě těsněji než kdykoli předtím prostřednictvím nevolnictví.
Kromě toho velký pokles populace v důsledku moru zlevnil půdu, rolníci měli k dispozici více jídla a relativně se mezi rolnictvem výrazně zvýšil příjem na hlavu. Pokud se tak nestalo okamžitě, stalo se tak v nadcházejícím století. Vzhledem k tomu, že mor zanechal rozsáhlé plochy zemědělské půdy bez obdělávání, byly tak k dispozici pro pastvu a na trh se dostávalo více masa. Spotřeba masa a mléčných výrobků vzrostla, stejně jako export hovězího masa a másla z Nizozemí, Skandinávie a severního Německa.
Vyšší třída se však často pokoušela zastavit změny, zpočátku v západní Evropě, ale mnohem důrazněji a úspěšněji ve východní Evropě, zavedením zákonů o překupnictví. Tyto zákony upravovaly, co mohli lidé (zejména rolnická třída) nosit, aby si aristokracie zajistila, že se zbohatlí rolníci nezačnou oblékat a chovat jako příslušníci vyšší třídy. Další taktikou bylo zafixovat ceny a mzdy tak, aby rolníci nemohli s rostoucí hodnotou práce požadovat více peněz. V Anglii byl prosazen Zákon o dělnících z roku 1351, který uváděl, že žádný rolník nemůže žádat více, než v roce 1346. Tyto snahy měly různý úspěch, a to i v závislosti na množství povstání, které podnítily.

### Městští dělníci
V důsledku drastického úbytku populace způsobeném morem se mzdy prudce zvýšily a dělníci se mohli v reakci na mzdové nabídky přestěhovat do nových lokalit. Místní a královské úřady v západní Evropě zavedly mzdovou kontrolu. Vládní kontrola se snažila zmrazit mzdy na staré úrovni před černou smrtí. Například v Anglii Nařízení o dělnících (Ordinance of Labourers) z roku 1349 a Zákon o dělnících (Statute of Labourers) z roku 1351 omezovaly jak zvyšování mezd, tak stěhování dělníků. Pokud se dělníci pokusili opustit své současné místo, zaměstnavatelé dostali právo je nechat uvěznit. Zákon byl ve většině oblastí špatně vymáhán a mzdy na farmách v Anglii se v letech 1350 až 1450 v průměru zdvojnásobily, ale pak se již příliš neměnily a to až do konce 19. století.
Cohn při srovnání řady zemí tvrdí, že zákony nebyly primárně navrženy tak, aby zmrazily mzdy. Místo toho tvrdí, že energická místní a královská opatření ke kontrole ceny práce a řemeslníků byla odpovědí na obavy elit z chamtivosti a možné nové moci nižších tříd, které získaly novou svobodu. Cohn dále uvádí, že tyto zákony odrážely úzkost, která následovala po hrůzách černé smrti, zahrnujících masovou úmrtnost a destrukci, stejně jako obavy elit z projevů, jako bylo hnutí flagelantů, perzekuce Židů, na Sicílii perzekuce Katalánců a perzekuce žebráků.

### Adaptace šetřící práci
Černá smrt povzbudila zavádění inovativních technologií, které znamenaly úsporu lidské práce, což vedlo k vyšší produktivitě. Došlo také k přesunu od pěstování k chovu zvířat. Obilné zemědělství bylo velmi náročné na pracovní sílu, ale chov zvířat potřeboval pouze pastýře, několik psů a dostatek pastvin.
Do roku 1200 byla prakticky celá středomořská pánev a většina severního Německa odlesněna a obdělávána. Původní flóru a faunu nahradily zemědělské rostliny a domácí zvířata a původní lesy zanikly. S výrazným poklesem populace se proces obrátil. Velká část původní vegetace se vrátila a opuštěná pole a pastviny byly znovu zalesněny.

### Změna pozemkových smluv a konec nevolnictví
Mor znamenal konec nevolnictví v západní Evropě. Panský systém byl již před pandemií v problémech, ale černá smrt zajistila do roku 1500 jeho zánik ve většině západní a střední Evropy. Silné vylidňování a stěhování z vesnic do měst způsobilo akutní nedostatek zemědělských dělníků. Mnoho vesnic bylo zcela opuštěno. V Anglii bylo v letech 1350 až 1500 opuštěno více než 1300 vesnic. Mzdy dělníků byly vysoké, ale růst nominálních mezd po černé smrti byl zaplaven inflací, takže reálný příjem klesal.
Pracovní síly byly natolik nedostatkové, že pronajímatelé byli nuceni poskytovat lepší podmínky držby půdy. To v západní Evropě vedlo k mnohem nižším nájmům. V roce 1500 v Anglii převládla tzv. rustikální držba, kdy rolníci drželi půdu na základě záznamu v registrech manoriálních soudů. V takovém případě majitel půdy i rolník uzavřeli obchodní dohodu, kdy rolník dostal půdu do užívání a pronajímatel dostal pevnou roční platbu. Nevolnictví však neskončilo všude. Přetrvávalo například v některých částech západní Evropy a naopak ve východní Evropě bylo zavedeno až po černé smrti.
Ke změně došlo i v dědickém právu. Před vypuknutím moru dědili rodový majetek pouze synové, zejména nejstarší syn. Po moru začali dědit majetek všichni synové i dcery.

### Pronásledování
Po pandemii se obnovil náboženský zápal a fanatismus. Někteří Evropané se zaměřovali na skupiny, jako byli Židé, mniši, cizinci, žebráci, poutníci, malomocní a Romové, které byly obviňovány ze způsobení pandemie. 
K pronásledování lidí vedly i rozdíly v kulturních a životních zvyklostech. Když se mor v polovině 14. století přehnal Evropou a vyhladil značnou část populace, byla vina svalována na Židy. Jedním z důvodů byla skutečnost, že lepší hygiena v rámci židovských komunit a jejich izolace v ghettech znamenala, že Židé byli pandemií méně postižení. Rozšířilo se obvinění, že Židé úmyslně otrávili studny, aby nemoc rozšířili. Davy zaútočily na židovské osady po celé Evropě. Do roku 1351 bylo zničeno 60 velkých a 150 menších židovských komunit a došlo k více než 350 samostatným masakrům.
Podle Josepha P. Byrneho čelily během černé smrti pronásledování i ženy. Staly se obětními beránky například v Káhiře. Byrne uvádí, že v roce 1438 byl sultán v Káhiře informován svými náboženskými právníky, že příchod moru byl "Alláhovým trestem za hřích smilstva" a že v souladu s touto teorií byl zaveden zákon, který stanovil, že se ženy nesměly objevovat na veřejnosti, protože by mohly "svádět lidi k hříchu". Byrne dále uvádí, že zákon byl zrušen teprve tehdy, když si bohatí lidé stěžovali, že jejich služebné nemohou nakupovat potraviny.

### Náboženství

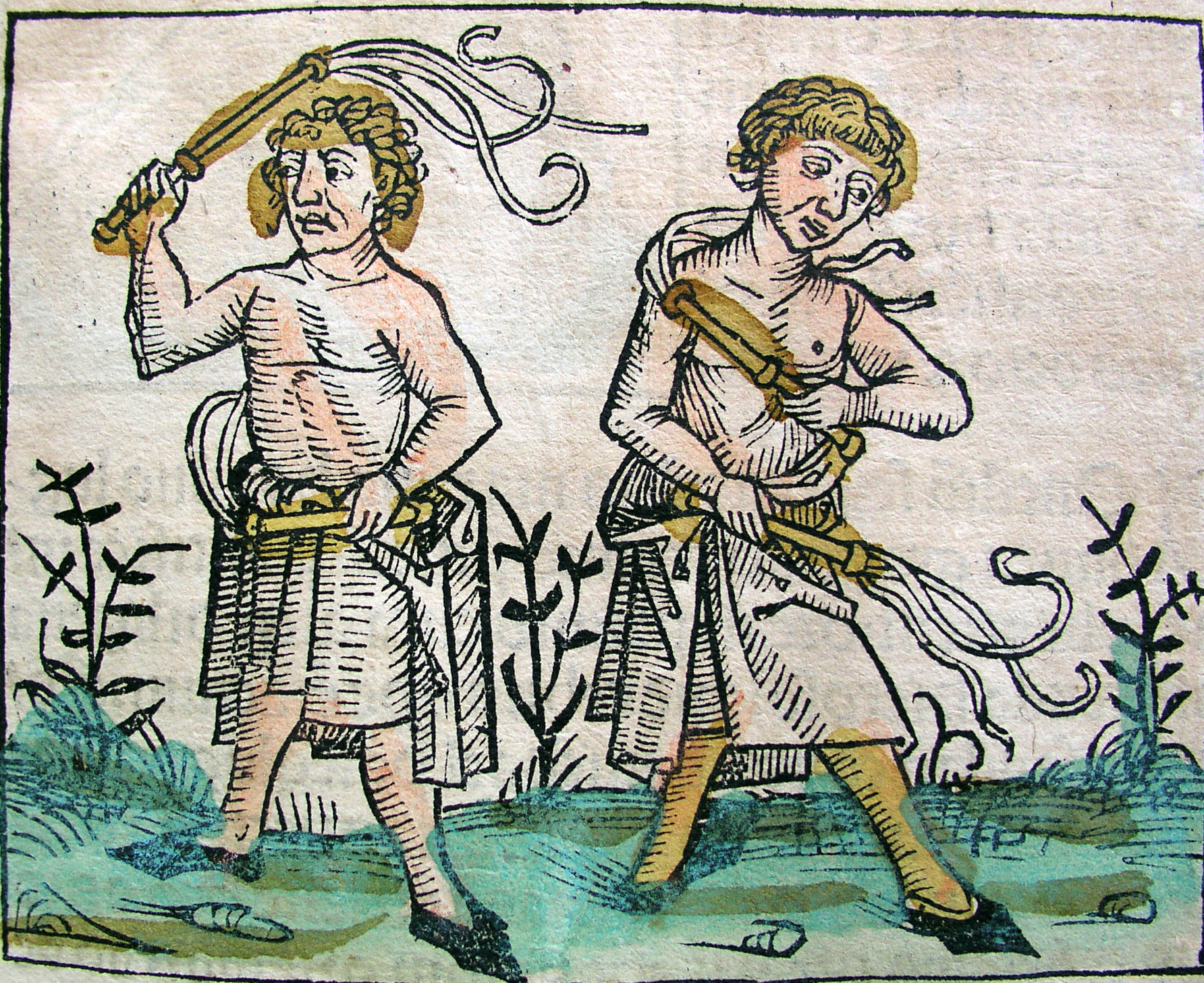
Flagelanti, dřevořez, Norimberská kronika, 1493

Černá smrt zasáhla kláštery velmi tvrdě kvůli jejich blízkosti k nemocným, kteří tam hledali útočiště. To vedlo k vážnému nedostatku duchovních. Ztráty nahrazovali unáhlení a nezkušení duchovní, z nichž mnozí věděli jen málo o přísnosti svých předchůdců. Na zavedených univerzitách byly otevřeny nové školy a urychlil se vzdělávací proces. Nedostatek kněží otevřel nové příležitosti laikům, kteří převzali rozsáhlejší a důležitější roli v místních farnostech.
I když flagelanti existovali již dříve, po morové epidemii se toto hnutí opět rozšířilo po celé západní Evropě, od Itálie až do Anglie, Dánska a Čech. V Čechách je na podnět Arnošta z Pardubic dal král Karel IV. ze země vyhnat. Flagelanti neboli sebemrskači, bylo asketické hnutí, jehož přívrženci se veřejně bičovali a chtěli tak pohnout své spoluobčany k pokání před nadcházejícím posledním soudem.

## Důsledky pro kulturu

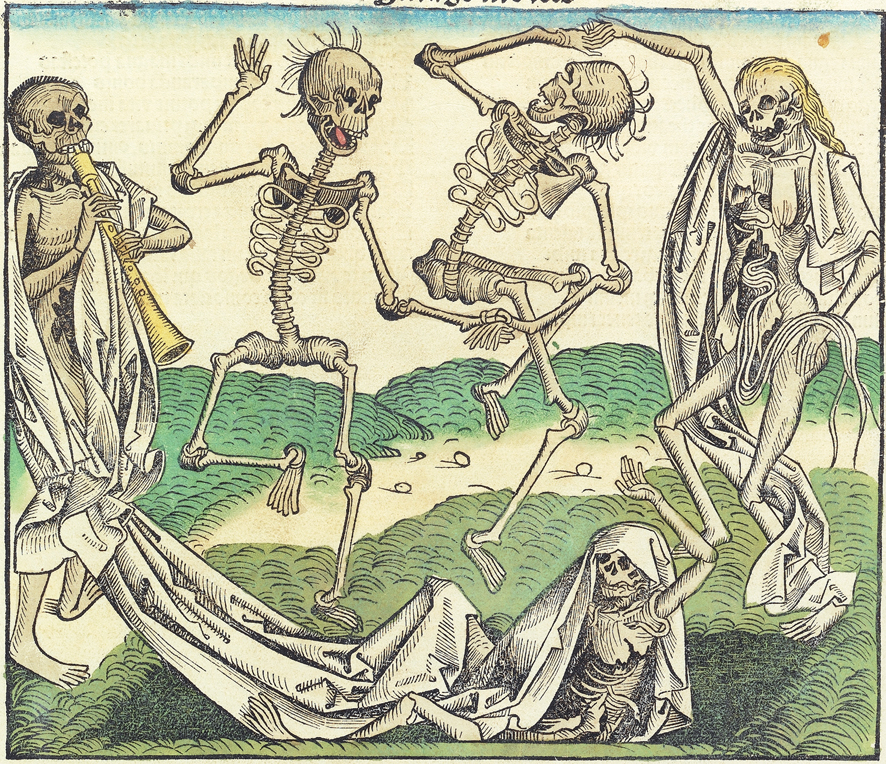
Tanec smrti, Michael Wolgemut, Norimberská kronika, 1493

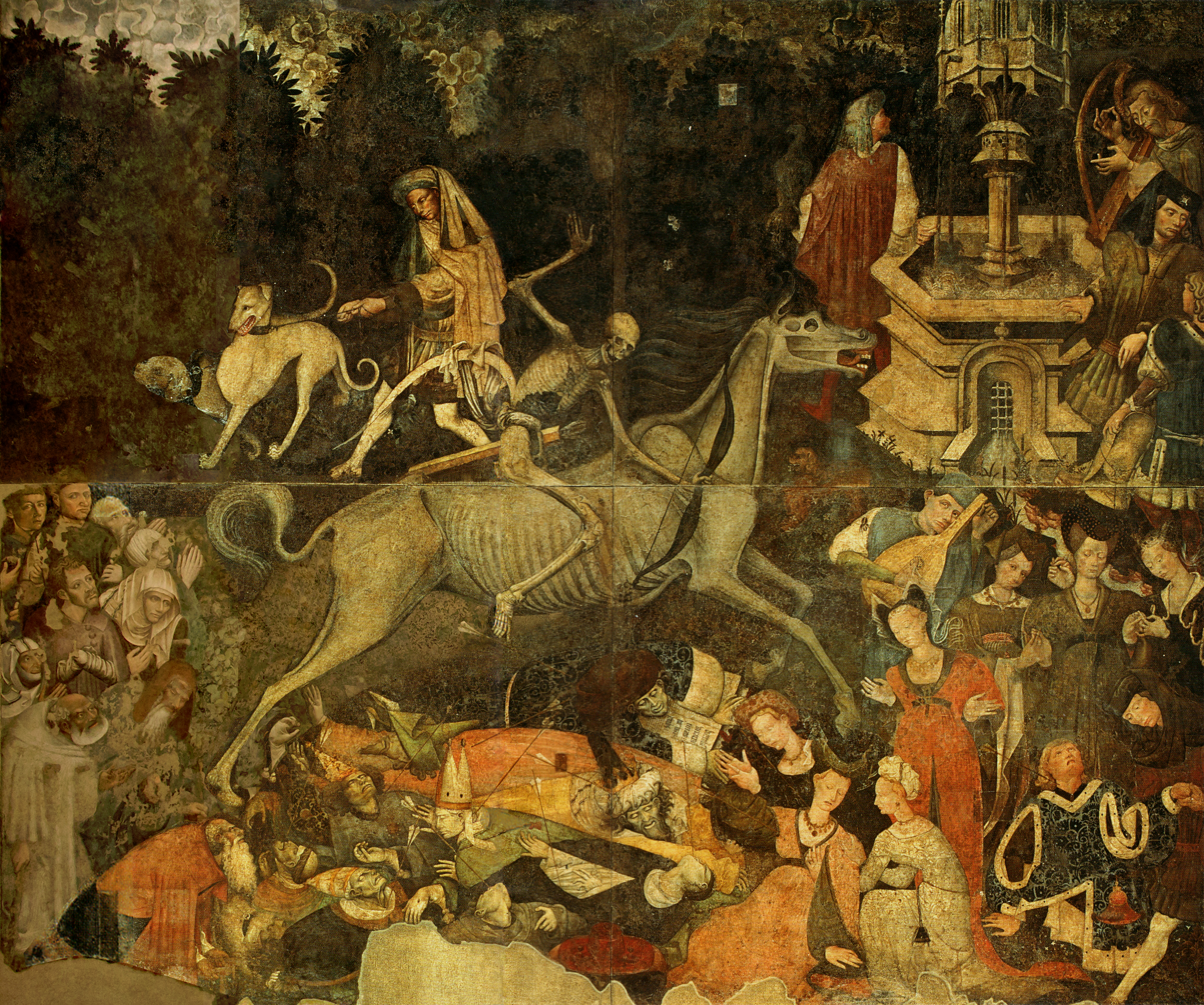
Freska Triumf smrti, 1446

Černá smrt měla hluboký dopad na umění i literaturu. Po roce 1350 se evropská kultura obecně stala velice morbidní. Obecná nálada mezi lidmi byla pesimistická a současné umění potemnělo vyobrazováním smrti. Rozšířený byl výjev "tanec smrti", který ukazoval smrtku (kostru), která si náhodně vybírala oběti. Kostlivci v tanci smrti nebo na podobných strašidelných obrazech jsou často z různých společenských tříd tančících společně, což je důkazem, že žádné bohatství nemůže člověka zachránit před smrtí. Poprvé se tento motiv objevil na zdi pařížského hřbitova. Tato freska zdůrazňovala, jak se živí jednoho dne připojí k mrtvým. Mnoho z nejnázornějších zobrazení pochází od spisovatelů jako byl Giovanni Boccaccio a Francesco Petrarcha.
Peire Lunel de Montech, píšící kolem roku 1348 lyrickým stylem, který už v té době dávno vyšel z módy, složil v době vrcholícího moru v Toulouse smutné sirventes Meravilhar no s devo pas las gens:
Umírali po stovkách, ve dne i v noci, a všichni byli hozeni do... příkopů a zasypáni zeminou. A jakmile se ty příkopy zasypaly, kopaly se další. A já, Agnolo di Tura... jsem pohřbil svých pět dětí vlastníma rukama... A zemřelo jich tolik, že všichni věřili, že to byl konec světa.

### Literární vlivy
Boccaccio napsal:
Kolik udatných mužů, kolik krásných dam, snídaně se svými příbuznými a stejná noc večeře s jejich předky na onom světě! Stav lidí byl žalostný. Tisíce jich denně onemocněli a umírali bez dozoru a bez pomoci. Mnozí zemřeli na otevřené ulici, jiní umírali ve svých domech, což bylo znát podle zápachu jejich hnijících těl. Vysvěcené hřbitovy nestačily k pohřbu obrovského množství těl, která byla po stovkách navršena v rozsáhlých zákopech jako zboží v lodním prostoru a pokryta trochou zeminy.
Dalším běžným malířským motivem, který vycházel z černé smrti, se nazýval tři živí se setkávají se třemi mrtvými, který zobrazoval tři živé lidi, jak se setkávají se třemi mrtvolami, připomínající živým jejich nevyhnutelný osud.

### Medicína
Černá smrt sice poukázala na nedostatky lékařské vědy ve středověku, zároveň ale vedla k pozitivním změnám v oblasti medicíny. Jak popsal David Herlihy v knize The Black Death and the Transformation of the West, po černé smrti byl kladen větší důraz na "anatomická vyšetření". Způsob, jakým jednotlivci studovali lidské tělo, se výrazně změnil a stal se procesem, který se přímo zabýval lidským tělem v různých stavech, v nemoci i ve zdraví. Kromě toho se důležitost chirurgů stala evidentnější.

### Architektura
Černá smrt také ovlivnila evropskou architekturu. Došlo k rozvoji dvěma různými směry, a to k obnově řecko-římského stylu a k dalšímu rozvoji gotického stylu. Pozdně středověké kostely byly působivými stavbami zaměřenými na vertikalitu, v níž je oko diváka přitahováno k vysokému stropu. Základní gotický styl byl v pozdním středověku přepracován náročnou výzdobou. Sochaři v italských městských státech napodobovali práci svých římských předků a sochaři v severní Evropě, nepochybně inspirovaní devastací, které byli svědky, ustoupili zvýšenému vyjádření svých emocí a důrazu na individuální odlišnosti. V architektuře i literatuře se také objevil tvrdý realismus. Objevily se obrazy zobrazující intenzivní smutek, rozkládající se mrtvoly a jednotlivce se svými chybami i ctnostmi. Severně od Alp dosáhlo malířství vrcholu precizního realismu s raným holandským malířstvím s umělci jako byl Jan van Eyck. Přirozený svět byl v těchto dílech reprodukován s pečlivými detaily, jejichž realismus nebyl nepodobný fotografii.